# Saison 1933-1934 de la LNH
Saison précédente Saison suivante
La saison 1933-1934 est la 17e saison de la Ligue nationale de hockey au cours de laquelle neuf équipes ont joué chacune 48 matchs.

## Saison régulière
Le 12 décembre 1933, au cours d'un match entre les Maple Leafs de Toronto et les Bruins de Boston, à la suite d'une première charge de King Clancy des Leafs sur Eddie Shore, celui-ci effectue une mise en échec tellement robuste sur Ace Bailey que la tête de ce dernier frappe la glace. Le choc est si violent qu'un prêtre dans les tribunes vient donner les derniers sacrements au joueur. Celui-ci survit à la blessure mais ne peut plus jamais jouer au hockey sur glace.
Shore est suspendu pour 16 matchs et en hommage à Bailey et à sa famille, le premier Match des étoiles est organisé le 14 février 1934.

### Classements finaux
Les trois premières équipes de chaque division sont qualifiées pour les séries éliminatoires. Les premiers de chaque division sont directement qualifiés pour les demi-finales alors que les quatre autres équipes jouent un quart de finale. 
| Clt   | Équipe                 | PJ | V  | D  | N  | BP  | BC  | Pts |
| ----- | ---------------------- | -- | -- | -- | -- | --- | --- | --- |
| +001, | Maple Leafs de Toronto | 48 | 26 | 13 | 9  | 174 | 119 | 61  |
| +002, | Canadiens de Montréal  | 48 | 22 | 20 | 6  | 99  | 101 | 50  |
| +003, | Maroons de Montréal    | 48 | 19 | 18 | 11 | 117 | 122 | 49  |
| +004, | Americans de New York  | 48 | 15 | 23 | 10 | 104 | 132 | 40  |
| +005, | Sénateurs d'Ottawa     | 48 | 13 | 29 | 6  | 115 | 143 | 32  |

| Clt   | Équipe                 | PJ | V  | D  | N  | BP  | BC  | Pts |
| ----- | ---------------------- | -- | -- | -- | -- | --- | --- | --- |
| +001, | Red Wings de Détroit   | 48 | 24 | 14 | 10 | 113 | 98  | 58  |
| +002, | Black Hawks de Chicago | 48 | 20 | 17 | 11 | 88  | 83  | 51  |
| +003, | Rangers de New York    | 48 | 21 | 19 | 8  | 120 | 113 | 50  |
| +004, | Bruins de Boston       | 48 | 18 | 25 | 5  | 111 | 130 | 41  |

- Vainqueur du trophée Prince de Galles
- Qualifié pour les demi-finales des séries éliminatoires
- Qualifié pour les quarts de finale des séries éliminatoires

### Meilleurs pointeurs
| Joueur           | Équipe              | PJ | B  | A  | Pts |
| ---------------- | ------------------- | -- | -- | -- | --- |
| Charlie Conacher | Toronto             | 42 | 32 | 20 | 52  |
| Joe Primeau      | Toronto             | 45 | 14 | 32 | 46  |
| Frank Boucher    | Rangers de New York | 48 | 14 | 30 | 44  |
| Marty Barry      | Boston              | 48 | 27 | 12 | 39  |
| Cecil Dillon     | Rangers de New York | 48 | 13 | 26 | 39  |

## Séries éliminatoires
Les premières équipes de la saison régulière pour chaque division sont directement qualifiées pour les demi-finales des séries éliminatoires.
|  | Quarts de finale | Quarts de finale       | Quarts de finale | Quarts de finale       |    |                        | Demi-finales | Demi-finales | Demi-finales | Demi-finales |  |  | Finale | Finale | Finale | Finale |
|  |                  |                        |                  |                        |    |                        |              |              |              |              |  |  |        |        |        |        |
|  |                  |                        |                  |                        |    |                        |              |              |              |              |  |  |        |        |        |        |
|  |                  |                        |                  |                        |    |                        |              |              |              |              |  |  |        |        |        |        |
|  |                  |                        |                  |                        |    |                        |              |              |              |              |  |  |        |        |        |        |
|  |                  |                        |                  |                        |    |                        |              |              |              |              |  |  |        |        |        |        |
|  |                  |                        |                  |                        |    |                        |              |              |              |              |  |  |        |        |        |        |
|  | C1               | Maple Leafs de Toronto | 2                | 2                      |    |                        |              |              |              |              |  |  |        |        |        |        |
|  | C1               | Maple Leafs de Toronto | 2                | 2                      |    |                        |              |              |              |              |  |  |        |        |        |        |
|  |                  |                        | A1               | Red Wings de Détroit   | 3  | 3                      |              |              |              |              |  |  |        |        |        |        |
|  |                  |                        |                  |                        | 3  | 3                      |              |              |              |              |  |  |        |        |        |        |
|  |                  |                        |                  |                        |    |                        |              |              |              |              |  |  |        |        |        |        |
|  |                  |                        |                  |                        |    |                        |              |              |              |              |  |  |        |        |        |        |
|  | A1               | Red Wings de Détroit   | 1                | 1                      |    |                        |              |              |              |              |  |  |        |        |        |        |
|  | A1               | Red Wings de Détroit   | 1                | 1                      |    |                        |              |              |              |              |  |  |        |        |        |        |
|  |                  |                        | A2               | Black Hawks de Chicago | 3  | 3                      |              |              |              |              |  |  |        |        |        |        |
|  | C2               | Canadiens de Montréal  | A2               | Black Hawks de Chicago | 3  | 3                      | 3B           | 3B           |              |              |  |  |        |        |        |        |
|  | C2               | Canadiens de Montréal  |                  |                        |    |                        |              |              |              |              |  |  |        |        |        |        |
|  | A2               | Black Hawks de Chicago | 4B               | 4B                     |    |                        |              |              |              |              |  |  |        |        |        |        |
|  | A2               | Black Hawks de Chicago | 4B               | 4B                     | A2 | Black Hawks de Chicago | 6B           | 6B           |              |              |  |  |        |        |        |        |
|  |                  |                        |                  |                        | A2 | Black Hawks de Chicago | 6B           | 6B           |              |              |  |  |        |        |        |        |
|  |                  |                        | C3               | Maroons de Montréal    | 2B | 2B                     |              |              |              |              |  |  |        |        |        |        |
|  | C3               | Maroons de Montréal    | C3               | Maroons de Montréal    | 2B | 2B                     | 2B           | 2B           |              |              |  |  |        |        |        |        |
|  | C3               | Maroons de Montréal    |                  |                        |    |                        |              | 2B           |              |              |  |  |        |        |        |        |
|  | A3               | Rangers de New York    | 1B               | 1B                     |    |                        |              |              |              |              |  |  |        |        |        |        |
|  | A3               | Rangers de New York    | 1B               | 1B                     |    |                        |              |              |              |              |  |  |        |        |        |        |
|  |                  |                        |                  |                        |    |                        |              |              |              |              |  |  |        |        |        |        |

### Finale de la Coupe Stanley
Les Black Hawks de Chicago battent en finale de la Coupe Stanley les Red Wings de Détroit sur le score de 3 matchs à 1. Le dernier match de la finale se termine après deux périodes de prolongation. Avant le début de la prolongation, le gardien des Black Hawks et double vainqueur du trophée Vézina, Charlie Gardiner, quitte la glace, ne se sentant pas bien. Il meurt d'une hémorragie cérébrale deux mois plus tard.
| 3 avril | Détroit | 1-2 (2 pr) | Chicago |  |

| 5 avril | Détroit | 1-4 | Chicago |  |

| 8 avril | Chicago | 2-5 | Détroit |  |

| 10 avril | Chicago | 1-0 (2 pr) | Détroit |  |

## Honneurs remis aux joueurs et aux équipes

### Trophées
| Trophée           | Joueur           | Équipe                 |
| ----------------- | ---------------- | ---------------------- |
| Trophée Calder    | Russ Blinco      | Maroons de Montréal    |
| Trophée Hart      | Aurèle Joliat    | Canadiens de Montréal  |
| Trophée Lady Byng | Frank Boucher    | Rangers de New York    |
| Trophée Vézina    | Charlie Gardiner | Black Hawks de Chicago |

| Trophée                  | Équipe                 |
| ------------------------ | ---------------------- |
| Trophée Prince de Galles | Red Wings de Détroit   |
| Trophée O'Brien          | Maple Leafs de Toronto |
| Coupe Stanley            | Black Hawks de Chicago |

### Équipes d'étoiles
| Position       | Première équipe  | Première équipe        | Deuxième équipe | Deuxième équipe        |
| Position       | Joueur           | Équipe                 | Joueur          | Équipe                 |
| -------------- | ---------------- | ---------------------- | --------------- | ---------------------- |
| Gardien de but | Charlie Gardiner | Black Hawks de Chicago | Roy Worters     | Americans de New York  |
| Défenseur      | King Clancy      | Maple Leafs de Toronto | Ching Johnson   | Rangers de New York    |
| Défenseur      | Lionel Conacher  | Black Hawks de Chicago | Eddie Shore     | Bruins de Boston       |
| Ailier gauche  | Busher Jackson   | Maple Leafs de Toronto | Aurèle Joliat   | Canadiens de Montréal  |
| Centre         | Frank Boucher    | Rangers de New York    | Joe Primeau     | Maple Leafs de Toronto |
| Ailier droit   | Charlie Conacher | Maple Leafs de Toronto | Bill Cook       | Rangers de New York    |